# Max Rothmann
Max Rothmann (26 de abril de 1868 - 12 de agosto de 1915) fue un neuroanatomista y fisiólogo alemán nacido en Berlín.

## Biografía
Max Rothmann nació el 26 de abril de 1868 en Berlín. Su padre, Oskar Rothmann (1834-1915) fue médico y asesor sanitario.
Estudió medicina en Berlín y Friburgo. En 1889 obtiene su doctorado médico en Berlín. En 1889 trabaja en el Laboratorio Carl Weigert, ejerciendo como asistente para Albert Fraenkel.
Rothmann fue el impulsor del establecimiento de una estación de estudios antropológicos en las Islas Canarias, subsecuentemente fundada en La Orotava, Tenerife en 1913 con Eugen Teuber (1889-1958) como primer director. En 1914, Rothmann se convierte en director del "Neurologisches Centralblatt".
En agosto de 1915, a la edad de 47 años, Rothmann se suicida. Fue enterrado en el cementerio judío de Schönhauser Allee, Berlín-Pankow. Su obituario fue escrito por Louis Jacobson-Lask (1863-1940), Hermann Oppenheim, Hugo Liepmann y Smith Ely Jelliffe.

## Familia
Max Rothmann contrajo matrimonio con su esposa (1871-1936); ellos tuvieron al menos cuatro hijos. Elder son Otto (1896-1914), fue muerto en la Primera Guerra Mundial. Hans (1899-1970) estudió medicina y continuó algunos de los trabajos neuroanatómicos de su padre; asimismo, emigraría a Estados Unidos. Su hija Eva Rothmann (1897-1960) ejercería como psicóloga, contrayendo matrimonio con Kurt Goldstein. Su segunda hija fue Grete Rothmann-Arons.

## Legado
Su nombre es utilizado actualmente para denominar la "Rothmann-Makai panniculitis", una enfermedad designada también en honor al cirujano húngaro Endre Makai (1884-1972). Este desorden es a veces referido como lipogranulomatosis subcutanea, una rara variante de la enfermedad Weber-Christian.